# Shinsaku Mochidome
Shinsaku Mochidome (持留 新作 Mochidome Shinsaku?, nacido el 29 de abril de 1988 en Osaka) es un exfutbolista japonés. Jugaba de defensa y su último club fue el Sagawa Printing de Japón.

## Trayectoria

### Clubes
| Club              | País  | Año         |
| ----------------- | ----- | ----------- |
| Ehime FC          | Japón | 2007 - 2010 |
| V-Varen Nagasaki  | Japón | 2011 - 2013 |
| Kamatamare Sanuki | Japón | 2013 - 2014 |
| Sagawa Printing   | Japón | 2015        |

## Estadística de carrera

### J. League
| Club              | Año   | J. League | J. League | Copa J. League | Copa J. League | Total | Total |
| Club              | Año   | Part.     | Goles     | Part.          | Goles          | Part. | Goles |
| ----------------- | ----- | --------- | --------- | -------------- | -------------- | ----- | ----- |
| Ehime FC          | 2007  | 8         | 0         | -              | -              | 8     | 0     |
| Ehime FC          | 2008  | 1         | 0         | -              | -              | 1     | 0     |
| Ehime FC          | 2009  | 7         | 0         | -              | -              | 7     | 0     |
| Ehime FC          | 2010  | 22        | 0         | -              | -              | 22    | 0     |
| V-Varen Nagasaki  | 2013  | 1         | 0         | -              | -              | 1     | 0     |
| Kamatamare Sanuki | 2014  | 19        | 0         | -              | -              | 19    | 0     |
| Total             | Total | 58        | 0         | 0              | 0              | 58    | 0     |